# At Long Last Leave
"At Long Last Leave" (Ausência Prolongada) (português brasileiro) é o décimo quarto episódio da vigésima terceira temporada de The Simpsons, além de ser o quingentésimo episódio da série em geral. Foi exibido originalmente pela Fox Broadcasting Company dia 19 de fevereiro de 2012 e, no Brasil, em 27 de maio de 2012. No episódio, a família Simpson é despejada pelos moradores de Springfield, e acabam em um lugar inusitado, onde não existem regras, chamada de Outlands. Lá, brevemente, conhecem Julian Assange, fundador do WikiLeaks.
O episódio foi escrito por Michael Price e dirigido por Matthew Nastuk. Teve participações de Julian Assange, Kelsey Grammer, e Jackie Mason, além da cantora e violinista norte-americana Alison Krauss e da banda Union Station, que tocaram a música da sequência de abertura.
Em sua exibição original, o episódio foi assistido por cerca de 5,77 milhões de pessoas e recebeu uma quota de 2.6/7 no perfil demográfico de telespectadores entre os 18 aos 49 anos. Antes de sua exibição, a FOX promoveu "At Long Last Leave" organizando uma tentativa de quebrar o Recorde Mundial do Guinness para a maratona contínua de episódios. Uma centena de fãs de The Simpsons foram convidados, começando em 8 de fevereiro de 2012. O recorde foi quebrado depois de 86 horas e 37 minutos mais tarde, em 12 de fevereiro de 2012, com apenas dois fãs assistindo à maratona.

## Enredo
A família Simpson é aconselhada, por um exercício de segurança nuclear, a ficar em seu porão por três horas. No entanto, eles cansam e decidem sair para ver o que estava acontecendo na cidade, que estava vazia. Os Simpsons, então, descobrem que os moradores de Springfield estão fazendo uma reunião secreta, sobre o futuro deles, na qual resolvem bani-los da cidade.
Quando a família decide se defender das acusações (sem sucesso), o prefeito Joe Quimby revela que Springfield fracassou com a limpeza e na resolução dos problemas causados nos momentos em que Homer estava bêbado, Bart fazia as suas brincadeiras e Lisa se preocupava com o meio ambiente.
Uma grande festa é realizada pela população da cidade ao saberem que a família Simpson foi oficialmente expulsa de Springfield. Quando os Simpsons são levados para o meio do nada durante a noite, sem lugar para ficar, eles se depararam com um homem que os leva para um município chamado The Outlands, um local sujo e degradado, onde não existem regras e regulamentos. Nesse lugar, encontram Julian Assange, um vizinho hostil, que os leva até a sede em que opera o Wikileaks.
Quase todos se acostumaram com a nova casa, exceto Marge. Homer e Marge fogem, disfarçados de Sr. Burns e Smithers, de volta para Springfield, passando a noite fazendo sexo em sua antiga casa abandonada. No entanto, o Chefe Wiggum os vê através de seus disfarces, e realiza um protesto com povo de Springfield até a casa dos Simpsons para capturar Homer e Marge, que fica irritada com a multidão. Mas ela os surpreende, dizendo que não queria mais viver em Springfield ou lidar com eles, e que tinha encontrado um lugar para os Simpsons viverem, em que eles possam ser aceitos por todos eles e então amar reciprocamente sem se preocupar com ódio e o julgamento dos outros. Marge e Homer atravessam pela multidão visivelmente decepcionados e retornam a The Outlands. De volta ao novo lar dos Simpsons, Bart descobre que Lenny e Carl querem começar uma nova vida em The Outlands. Logo, todos de Springfield se mudam para lá em começam uma nova vida com os Simpsons, ao reconstruir uma nova cidade, que é então nomeada de Springfield.

## Produção
"Deixar "At Long Last Leave" com a intenção de se tornar o episódio quinhentos foi uma decisão tomada depois, quando os membros da equipe perceberam que a trama ofereceu uma oportunidade de olhar a história da família Simpson. Estou profundamente honrado".

— Michael Price em entrevista.
"At Long Last Leave" foi escrito por Michael Price. O produtor de The Simpsons, Al Jean, lhe descreveu como "um tributo às pessoas que amam o show". Sendo um fã de teatro musical, Price intitulou "At Long Last Leave" em referência à canção de Cole Porter "At Long Last Love". O enredo de "At Long Last Leave" apresenta semelhanças com o filme de 2007 The Simpsons Movie, em que os Simpsons são obrigados a fugir para o Alasca depois de Homer irritar os moradores da cidade de Springfield por poluir um lago. No entanto, Price comentou que -"eu acho que é diferente do filme em espécie da referência feita por volta de toda a história do show, a experiência coletiva de Springfield, o "vis-à-vis" de os Simpsons, enquanto no filme eles foram forçados a fugir devido a uma coisa muito específica". Ele observou ainda que, apesar das semelhanças, "nós [os funcionários] gostamos o suficiente para irmos com eles de qualquer maneira". O enredo foi anunciado pela primeira vez à imprensa durante a convenção Comic-Con em San Diego, Califórnia, em 23 de julho de 2011, durante um painel com o elenco e a equipe de The Simpsons.

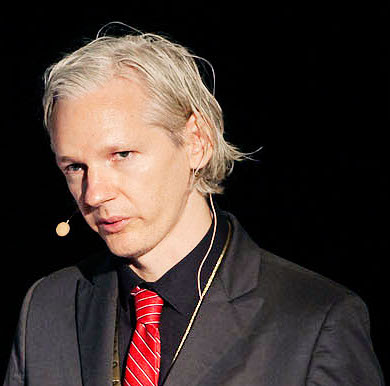
Julian Assange, o fundador do website WikiLeaks, apareceu no episódio.

O episódio conta com diversas participações, incluindo Kelsey Grammer e Jackie Mason retornando para curtas participações especiais como Sideshow Bob e Rabi Krustofski, respectivamente. A cantora e violinista norte-americana Alison Krauss e sua banda Union Station gravaram uma versão do "The Simpsons Theme" em bluegrass, que foi adicionado no episódio e nos créditos finais.
O ativista australiano Julian Assange — fundador do WikiLeaks — fez aparição como ele mesmo. Muitas linhas do episódio foram escritas pelo australiano Kathy Lette, amigo de Assange. Segundo declaração de Lette, "Julian e os produtores dos Simpsons me pediram para reescrever uma cena e um diálogo. Eu acho que eles só queriam adicionar uma pequena ironia australiana para o script.". Lette completou dizendo "Julian não sofre de uma deficiência de ironia! Eu costumava escrever uma sitcom para a Columbia Pictures, a longa série The Facts of Life, de modo que os produtores sabiam que eu poderia emplacar uma piada ou duas". Em 2010, as autoridades suecas emitiram um mandado de prisão para Julian Assange da Grã-Bretanha para a Suécia, para ser interrogado em relação a alegações de agressão sexual. Assange foi preso na Inglaterra, antes de ser liberto sob fiança condicional até que uma decisão fosse tomada a respeito de sua extradição. De acordo com Jean, em entrevista à Entertainment Weekly, Matt Groening, o criador de The Simpsons, teria ouvido um boato de que Julian Assange queria aparecer no show. Foi dada a tarefa de entrar em contato com Julian Assange e de verificar com a diretora de elenco, Bonnie Pietila, se a aparição dele poderia acontecer. O episódio não apresenta nenhuma referência à situação jurídica de Julian na época de sua gravação. Jean comentou que ele é "uma figura controversa, e há uma boa razão dele ser controverso. Houve uma discussão internamente se deveria ou não tê-lo no show, mas no final fomos em frente e fizemos isso". Groening disse em uma entrevista que "Nós [a equipe] nos atrevemos a fazer as coisas e Julian Assange foi um desafio".

## Promoção

Cartaz promocional criado para promover o episódio.

Para promover o marco do quingentésimo episódio, a Fox, que transmite The Simpsons, tentou quebrar o Recorde Mundial do Guinness para a maratona contínua de episódios mais longa da televisão, organizando uma sessão no Hollywood & Highland. O recorde de 86 horas, seis minutos e 41 segundos foi criado em 2010, quando três pessoas assistiram todos os episódios da série 24, exibida pela Fox. Cerca de cem fãs foram selecionados para participar da maratona dos Simpsons, que era também um concurso para determinar qual deles poderia durar mais tempo na mesma, que começou em 8 de fevereiro de 2012, com "Simpsons Roasting on an Open Fire", o primeiro episódio da série, e terminou em 12 de fevereiro, com "Faith Off", o décimo primeiro episódio da décima primeira temporada. Nesse ponto, 86 horas e 37 minutos se passaram, o que significou o recorde foi quebrado. Os dois espectadores restantes foram Jeremias Franco e Carin Shreve. Ambos foram coroados vencedores do concurso e cada um ganhou 10.500 dólares. Eles também foram convidados a participar da festa 500th Episode Celebration, realizada em 13 de fevereiro para o elenco e a equipe de The Simpsons.

## Recepção

O couch gag de "At Long Last Leave" foi bem recebido pela maioria dos críticos. Esta parte apresenta um mosaico de imagens com o número quinhentos, formados por couch gags anteriores.

Foi exibido originalmente pela Fox Broadcasting Company em 19 de fevereiro de 2012. Ele foi assistido por cerca de 5,77 milhões de pessoas durante esta transmissão, e na demográfica para adultos com idades entre 18-49, recebeu um 2,6 de classificação da Nielsen Ratings com uma quota de sete por cento. A audiência teve um aumento de trinta por cento a partir do episódio anterior, "The Daughter Also Rises" e se tornou o episódio mais assistido transmitido no bloco de programação da Fox Animation Domination na noite em termos de número total de espectadores, acabando superior a novos episódios de quatro séries. São elas Family Guy (5,47 milhões), American Dad! (4,43 milhões), Napoleon Dynamite (4,41 milhões) e The Cleveland Show (2,61 milhões). Tornou-se também a segunda transmissão de maior audiência entre os adultos de idade entre 18-49, sendo superado apenas pelo episódio de Family Guy, que recebeu uma classificação de 2,8.
"At Long Last Leave" tem recebido críticas positivas dos críticos de televisão, especialmente para o seu couch gag na sequência de abertura dos Simpsons. Este couch gag apresenta uma montagem frame-by-frame de vários outros couch gags anteriores que puxa para trás em um mosaico de imagens com o número quinhentos. O crítico do The A.V. Club, Hayden Childs, escreveu que "a melhor coisa sobre o quingentésimo episódio de Os Simpsons é a montagem do couch gag na sequência de abertura, que atinge o alvo a nostalgia quase perfeitamente". Alan Sepinwall, do site HitFix, elogiou o couch gag como sendo "maravilhoso", observando que ele "realmente se sentiu um pouco estrangulado por Homer". Sepinwall elogiou "At Long Last Leave", comentando que "como muitos passeios últimos dias Simpsons, [o episódio] tem uma história que já vimos várias vezes antes (incluindo em The Simpsons Movie), mas também dispõe de muitas piadas engraçadas que afirmam a minha crença de que eu estou mais feliz de viver em um mundo que continua dando-nos novos episódios dos Simpsons [...]" Da mesma forma que Sepinwall, Tim Goodman, do The Hollywood Reporter, escreveu: "'Eu dou algumas risadas e isso é tudo que eu sempre vou procurar em The Simpsons [...] eu gosto de saber que ainda o show está aí [no ar] [...] não vai se deslumbrar com a mesma taxa de espetacular. Mas, mesmo depois de quinhentos episódios, ele ainda tem uma coisinha para a esquerda". Goodman descreveu o couch gag como "encantador".
Matt Roush, da TV Guide, escreveu favoravelmente sobre "At Long Last Leave", descrevendo-o como um "keeper" e destacando a sequência de abertura como "deslumbrante". Ele concluiu que The Simpsons, "mais uma vez entrega a 'mercadoria'", provando ser um clássico para a nossa idade e para todas as idades". Childs foi menos positivo, por escrito, dizendo que o episódio não é "nada de especial" como "todos os elementos parecem ser tirados de histórias anteriores [...]". Ele acrescentou, no entanto, que "nada no episódio está escandalosamente errado. Há pouco de estilo estúpido e aleatório de Family Guy, a sátira gentilmente apontou para a estrela convidada [...]". Assim como Childs, o crítico da TIME, James Poniewozik, não deu criticas positivas, comentando que acha que a "[...] qualidade de The Simpsons caiu no final da década de 1990 [...]"